# Прохоров, Сергей Евгеньевич
Прохоров Сергей Евгеньевич (1899—1967) — генерал-майор артиллерии.
Принимал участие в боях за освобождении Ленинграда.

## Биография
Родился в 1899 году (29.09.1899 или 11.09.1899 в разных источника) в Китае, городе Порт-Артуре.
Ленинградский фронт. Был ранен, лежал в госпитале
Лужский бр. район ПВО Ленинградского фронта,ПВО ЦентрФ. УПК.
В РККА с 1918 года.
- Видеофильм «Трофей генерала СССР. Загадка сабли Прохорова Сергея Евгеньевича. Раритетный предмет!»

### Звания и военная карьера
Дата призыва 15.03.1918.

Ладожский дивизионный район ПВО ЛенФ;

Командующим Лужским бригадным районом ПВО ЛенФ;

Сектор ПВО Москвы;

ПВО ЦентрФ.
Комбриг(1938), Генерал-майор артиллерии(04.06.1940).

### Награды
- Орден Ленина 21.02.1945
- Орден Кутузова II степени 21.02.1944
- Орден Красного Знамени 26.05.1944 № 965/н Описание Подвига, информация по награждению
- Орден Красного Знамени 05.10.1944
- Орден Красного Знамени 03.11.1944
- Орден Красного Знамени 24.06.1948
- Медаль «За оборону Ленинграда» 1942
- Медаль «За победу над Германией в Великой Отечественной войне 1941—1945 гг.» 1945 Информация о награждении
- Юбилейная медаль: «ХХ лет РККА» (1938)